# Gartenstadt (Bayreuth)

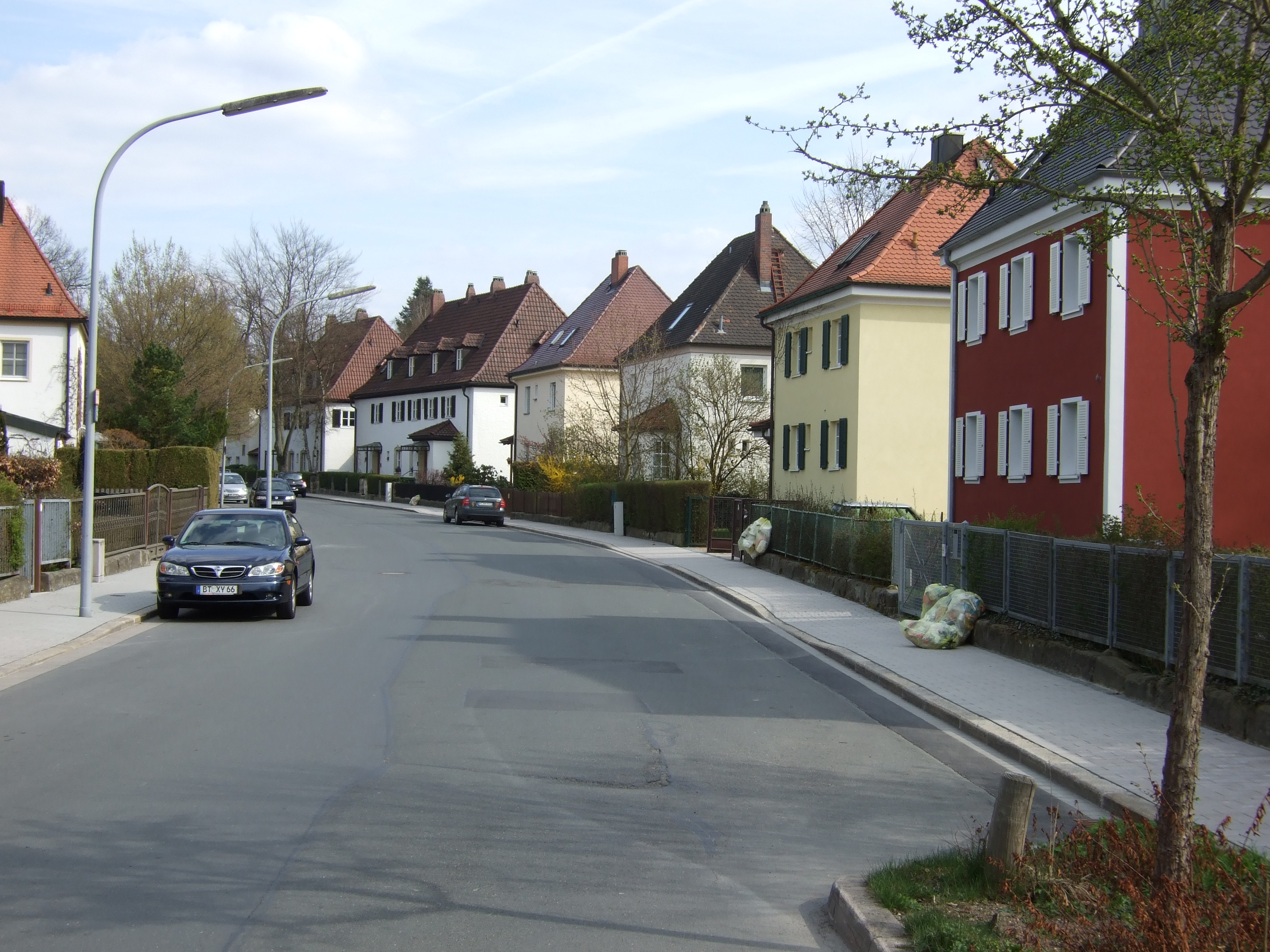
Gontardstraße im nördlichen Bereich (Kernbereich) der Gartenstadt

Die Gartenstadt ist ein Stadtteil von Bayreuth an der Westflanke des Grünen Hügels. Die Bezeichnung „Gartenstadt“ ist insofern irreführend, als die Anlage dem Konzept der garden city nicht entspricht.

## Lage

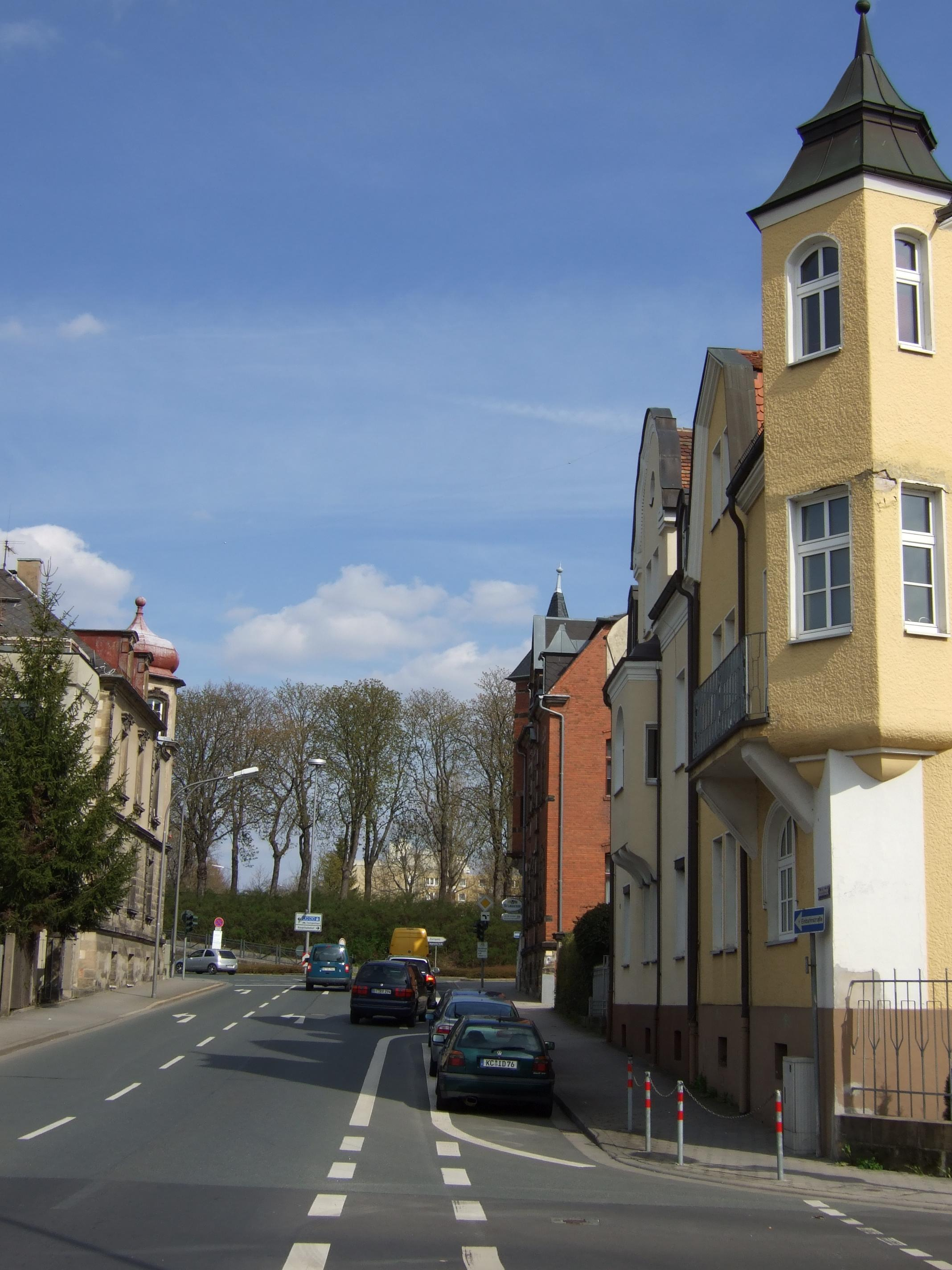
Feustelstraße

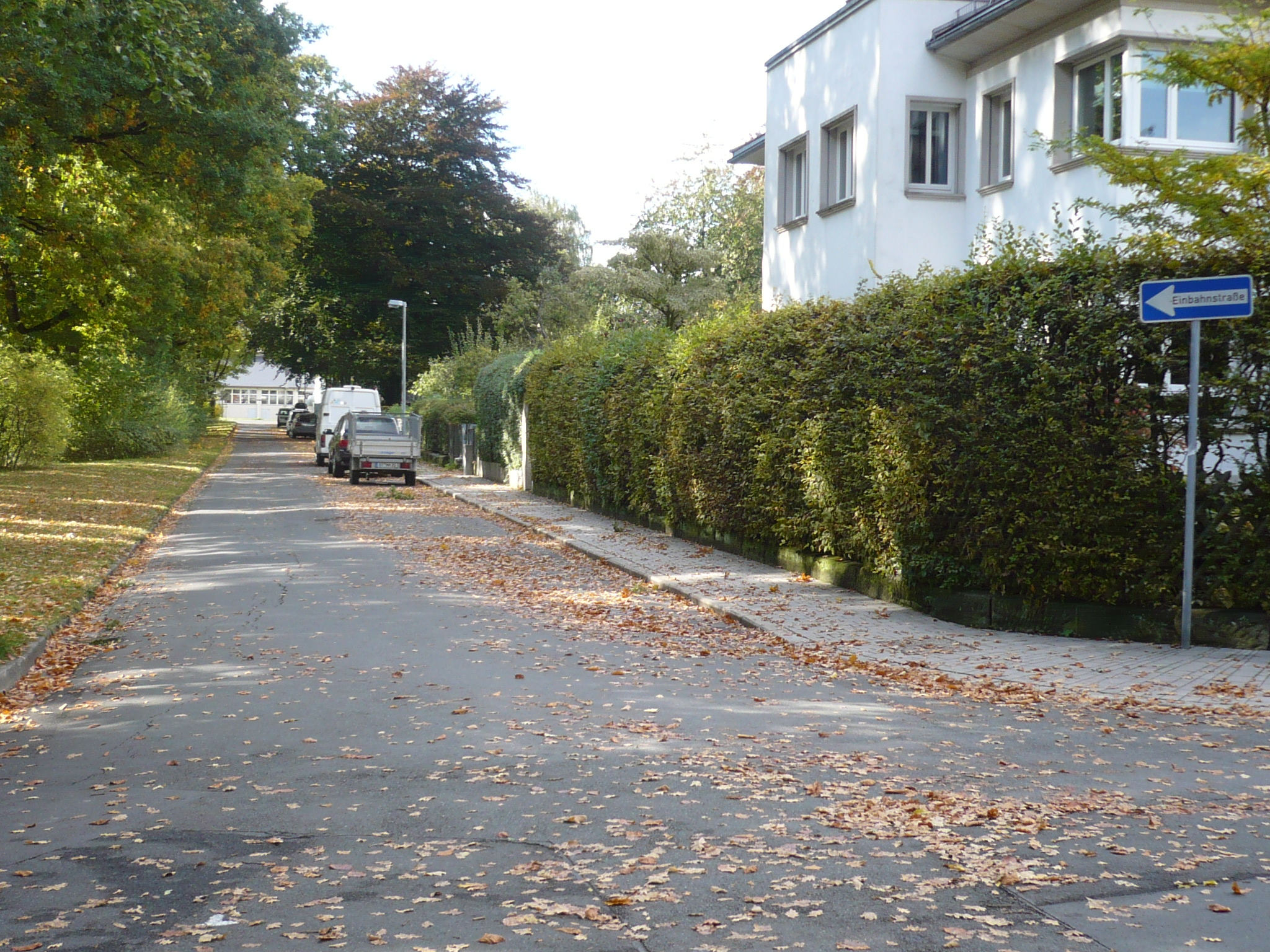
Friedelind-Wagner-Straße (bis 2022: Hans-von-Wolzogen-Straße), links der trennende Grünstreifen

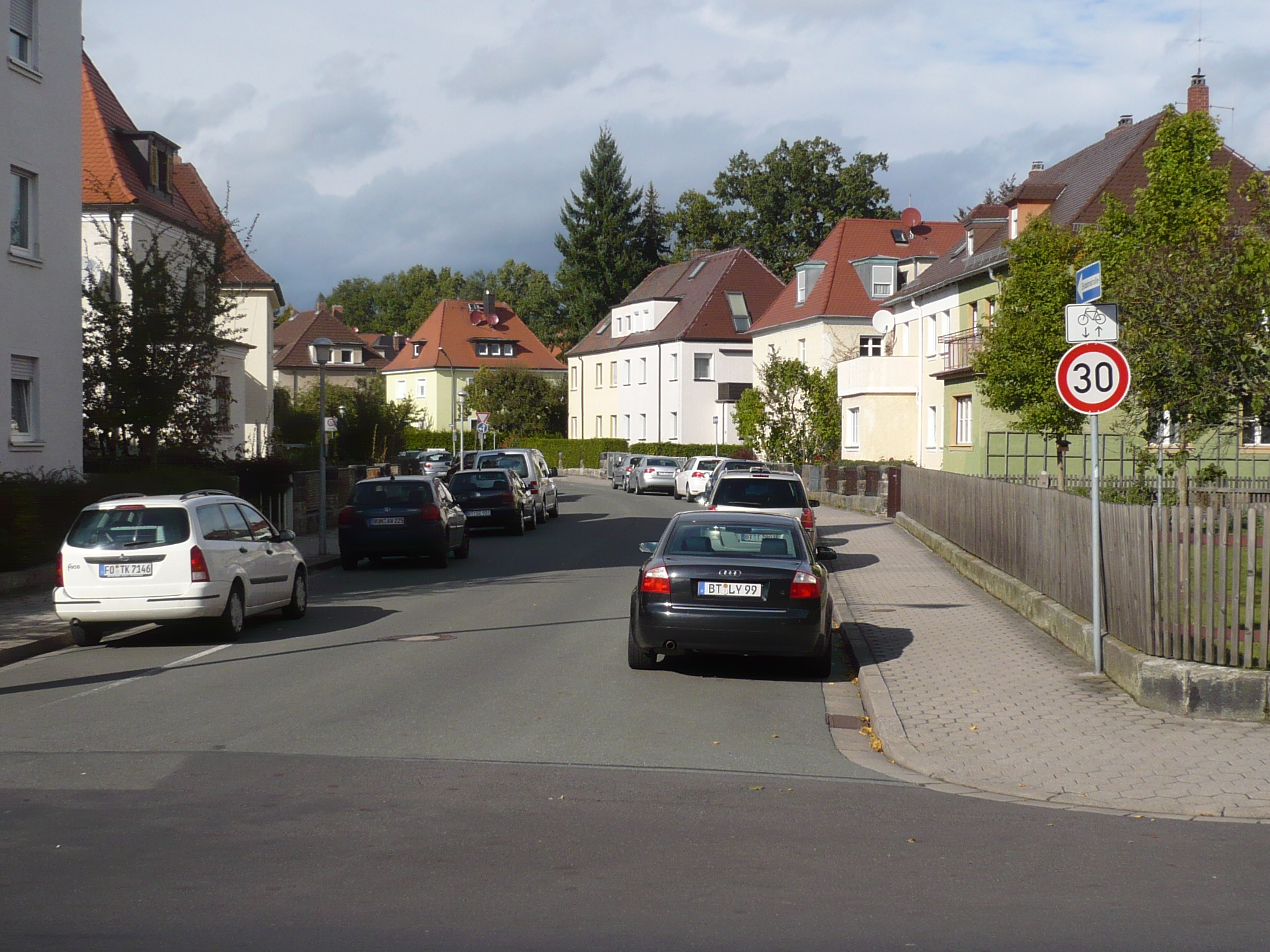
Adolf-von-Groß-Straße in der südlichen Gartenstadt

Zur Innenstadt hin grenzt der Stadtteil in Höhe der Feustelstraße an den früher als „Neuer Weg“ bezeichneten Bereich. Zur Linken liegt das weiträumige Gelände des Bezirkskrankenhauses für Psychiatrie und Neurologie. Die nördliche Grenze ist zugleich Bebauungsgrenze des Innenstadtgebiets am Fuß des Höhenzugs Hohe Warte. Im Osten liegt der Festspielpark mit dem Straßenzug Bürgerreuther Straße/Siegfried-Wagner-Allee. Durch einen breiten Grünstreifen parallel zur Dr.-Hans-Richter-Straße ist die Gartenstadt in einen nördlichen und einen südlichen Bereich geteilt.

## Geschichte

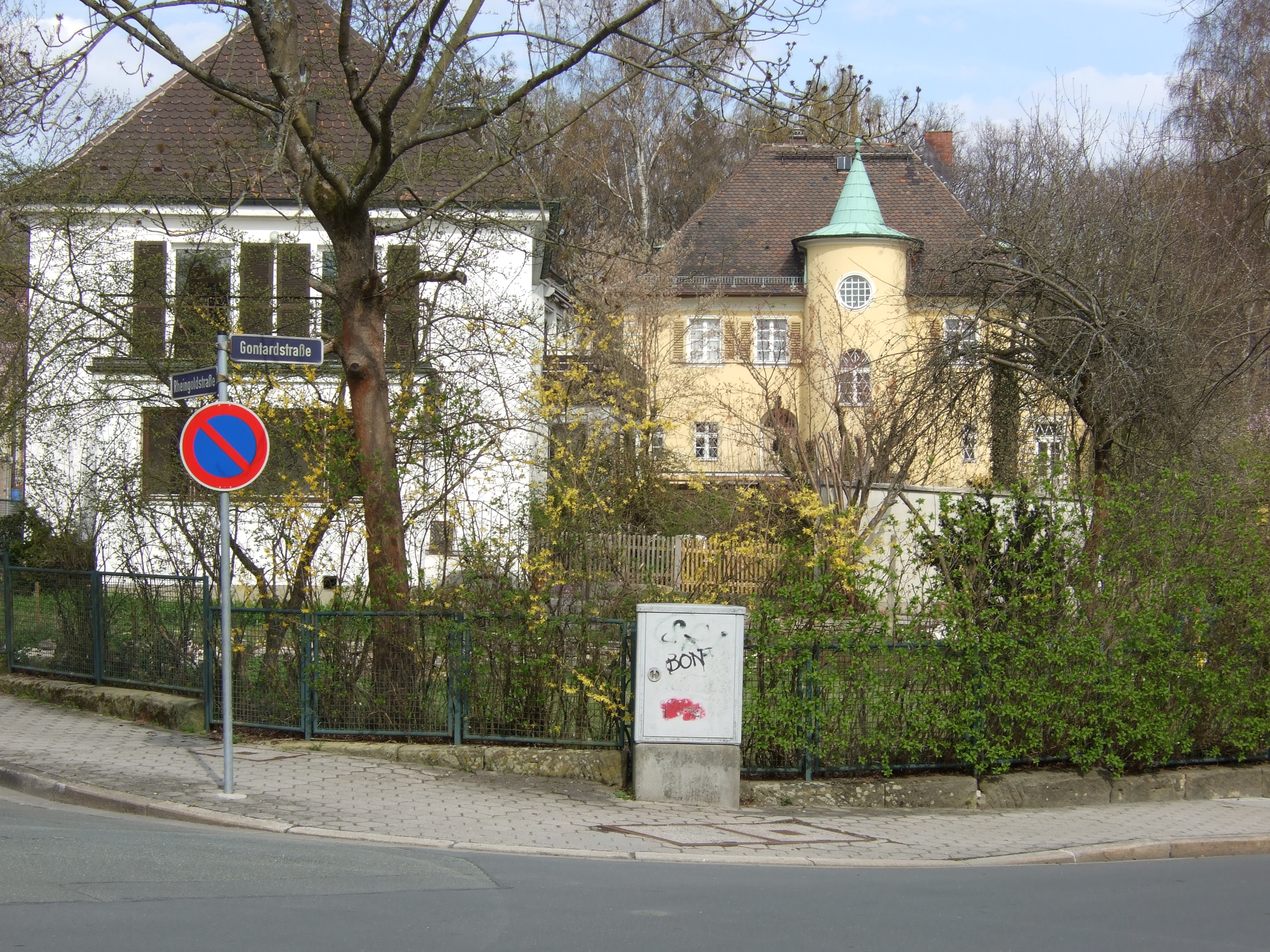
Villen an der Rheingold- und der Parsifalstraße

Im Rahmen ihrer im August 1935 gegründeten Allgemeinen Fördergesellschaft Bayerische Ostmark beschloss die Ostmark-Selbsthilfe GmbH, ein gemeinnütziges Unternehmen des Gaus Bayerische Ostmark mit Verwaltungssitz in Bayreuth, im Dezember jenes Jahres unterhalb des Richard-Wagner-Festspielhauses ein neues Siedlungsgebiet auszuweisen. Nach der Genehmigung durch den damaligen Oberbürgermeister Karl Schlumprecht wurde bereits Anfang 1936 mit dem Bau von Häusern begonnen. Der neue Stadtteil entstand weitgehend auf den vormals landwirtschaftlich genutzten Flächen des Strangshofs an der Cottenbacher Straße in Wendelhöfen.
Der ursprüngliche Name des Viertels war Hans-Schemm-Gartenstadt. Der im März 1935 tödlich verunglückte Namenspatron Hans Schemm war bayerischer Kultusminister, Gauleiter der NSDAP und Mitbegründer der Ostmark-Selbsthilfe gewesen. Geplant war ein einheitliches Straßenbild, das die damalige „Volksgesinnung und Bescheidenheit“ widerspiegeln, zugleich aber Platz für individuelle Gestaltung und Entfaltung lassen sollte. Die Architekten Emil Lehmann und Christian Ritter von Popp entwarfen zwei Grundtypen von im Grundriss sehr ähnlichen Häusern, die sich hauptsächlich durch ihre Größe voneinander unterschieden.
Angesichts der hohen Arbeitslosigkeit in den frühen 1930er Jahren war die Errichtung der Gartenstadt unter der Bayreuther Bevölkerung willkommen.  Gebaut wurden Einzelhäuser mit Gärten auf 600 bis 900 Quadratmeter Grundfläche. Das Quartier wurde für wohlhabendere Schichten, insbesondere loyale Parteigenossen, konzipiert. Architektonisch entstand es – unter der Leitung von Ludwig Ruckdeschel – einheitlich gemäß den Vorgaben des Bauträgers Ostmark-Selbsthilfe.
Bei den Bombenangriffen im April 1945 wurde der südliche Bereich der Gartenstadt erheblich zerstört. Nach dem Zweiten Weltkrieg wurden viele Häuser in der Gartenstadt für die Familien von US-Militärangehörigen beschlagnahmt. So herrschte in Teilen des Viertels, bis weit in die 1980er Jahre hinein, eine „amerikanische Atmosphäre“.
Im November 1991 beschloss der Bauausschuss des Stadtrats, die Villa Bürgerreuther Straße 37 zu erhalten. Mit der Begründung, Aspekte einer möglichst hohen finanziellen Verwertung dürften für Baumaßnahmen im Bereich der Gartenstadt nicht an erster Stelle stehen, untersagte er den Abriss des bestehenden Gebäudes aus dem Jahr 1904 zugunsten eines Neubaus.

## Gebäude und erste Bewohner

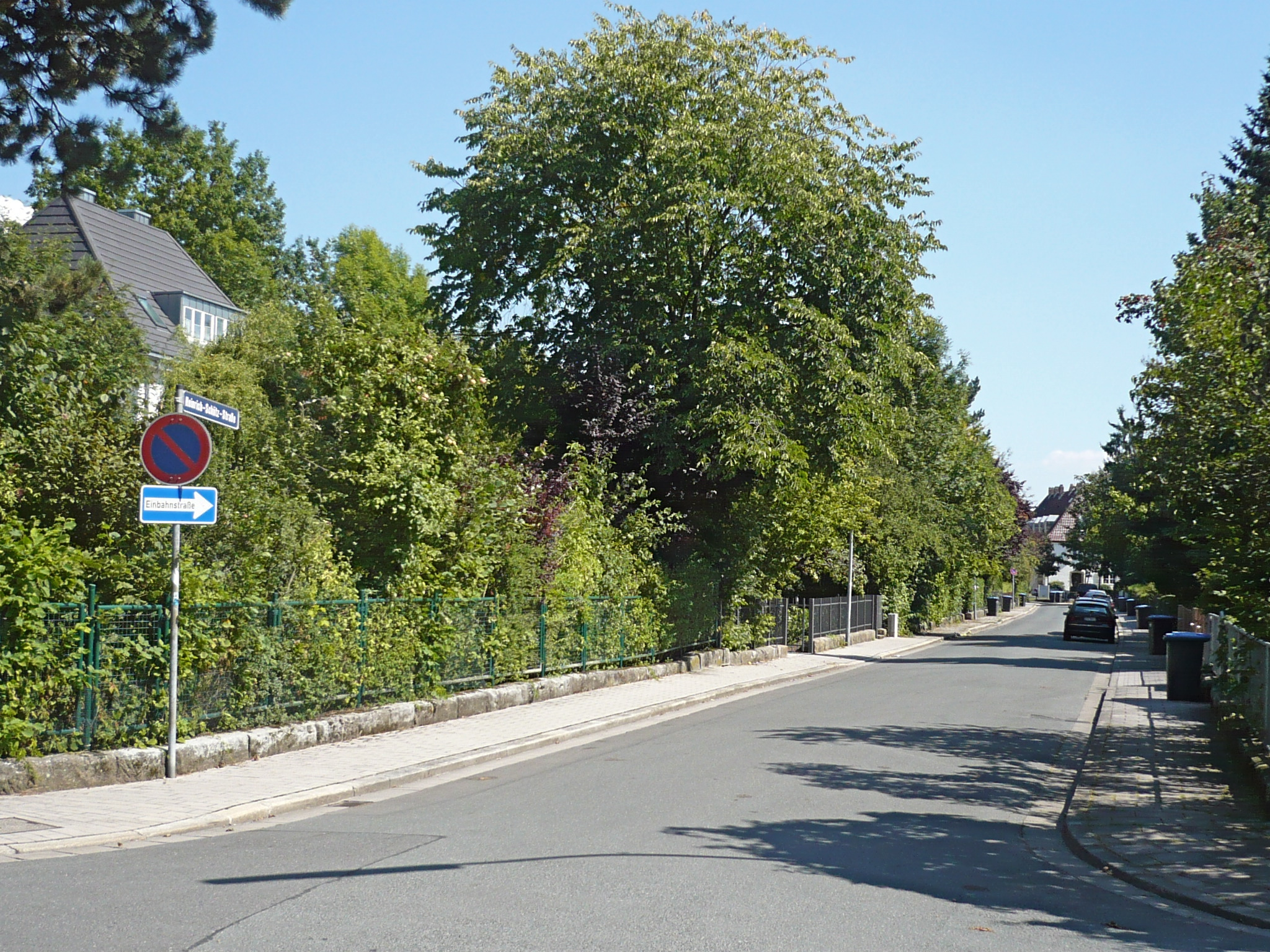
Heinrich-Schütz-Straße

Bezüglich des Standardgebäudes vermutet Reinhold P. Kuhnert, dass der Gebäudetyp an Goethes Weimarer Gartenhaus orientiert war. Charakteristische Merkmale des dominierenden Bautyps waren die Bauweise in zwei Vollgeschossen mit genormten Formaten der Fenster und mit Biberschwänzen gedeckte Walmdächer mit kleinen Gauben. Standardmäßig wurde ein Wintergarten mit einer darunterliegenden Garage hinzugefügt. Beim Bau musste verpflichtend ein Luftschutzkeller angelegt werden. Der Garten hatte überwiegend Zierfunktion, Kleinviehhaltung war nicht vorgesehen. Die Wohnfläche betrug etwa das Dreifache der Häuser anderer Kleinsiedlungsanlagen wie zum Beispiel der Siedlung Laineck.
Der Preis für ein Haus mit Grundstück übertraf mit 15.000 bis 22.000 Reichsmark jenen für Kleinsiedlungsstellen in anderen Stadtteilen deutlich und war für „Normalverdiener“ kaum erschwinglich. Verglichen mit anderen Bayreuther Vierteln war die Gartenstadt mit weitem Abstand die teuerste Siedlung und blieb von vornherein einer wohlhabenden Schicht vorbehalten. Bewohner des Kernbereichs waren überwiegend Funktionäre der SA und der SS sowie des Nationalsozialistischen Lehrerbunds (NSLB), der in der Innenstadt im Haus der Deutschen Erziehung seinen Sitz hatte. In der Öffentlichkeit wurde die Hans-Schemm-Gartenstadt daher als „Parteisiedlung“ wahrgenommen.
Für den stadtseitigen Abschnitt des Stadtteils südlich des Grünstreifens galten dieselben baulichen Vorgaben und Fluchtlinienpläne. Daher unterschied er sich, obwohl durch private Initiativen errichtet, nur unwesentlich von der Kernsiedlung. Der Bau von Garagen war in diesem Bereich nicht vorgesehen.

## Wächtlervilla
Die exklusive Lage am Grünen Hügel, unweit des Richard-Wagner-Festspielhauses, sorgte für eine „gehobene“ Bebauung. Auffälligstes Beispiel war das Haus Parsifalstraße 2. Der damalige Leiter der Bayreuther Festspiele, Richard Wagners Sohn Siegfried, hatte das Grundstück, das einen Teil des heutigen Festspielparks umfasste, in einer finanziellen Zwangslage verkaufen müssen. Am 18. Januar 1921 wurde der Kaufvertrag mit dem Kohlenhändler Anton Küffner geschlossen, der Kaufpreis betrug 100.000 Mark. Küffner ließ eine prächtige Villa errichten, die der Architekt Karl Kummer entwarf. 1931 geriet er selbst in finanzielle Schwierigkeiten; das Haus wurde versteigert, und im Einvernehmen mit dem neuen Eigentümer gestaltete es Küffner als Mieter zu einem exquisiten „Theatercafé und Restaurant“ mit Wintergarten um. Winifred Wagner klagte gegen die unliebsame Konkurrenz des Festspielrestaurants und hatte in zweiter Instanz Erfolg: 1934 musste das Theatercafé wieder schließen.
Vorübergehend wurde das Haus von den Eigentümern selbst bewohnt, ehe es der Nationalsozialistische Lehrerbund am 4. Januar 1936 für Fritz Wächtler erwarb. Als Nachfolger des verunglückten Hans Schemm war der in der Stadt verhasste Wächtler, der das Gebäude bis 1938 repräsentativ herrichten ließ, 1935 zum Gauleiter des Gaus Bayerische Ostmark und „Reichswalter“ des NSLB ernannt worden. Der Kaufpreis belief sich auf 94.000 Reichsmark; Wächtler ließ seine private Residenz standesgemäß auf rund 700 Quadratmeter Wohnfläche ausbauen und kaufte 1938 von Winifred Wagner weitere 1700 Quadratmeter Grund hinzu. In der Nacht nach dem letzten großen Bombenangriff am 11. April 1945 soll Wächtler, angesichts der brennenden Stadt, auf seinem Balkon ausgerufen haben: „Ich komme mir vor wie Nero vor dem brennenden Rom“.
Nach der Einnahme der Stadt wurde die Wächtlervilla von den US-Truppen beschlagnahmt und diente ab 1947 dem amerikanischen Gouverneur als Amtssitz. Später residierte dort jahrzehntelang der Officer Club. Anfang der 1990er Jahre ging sie in den Besitz des Freistaats Bayern über, der sie an die Finanzverwaltung veräußerte. 1997 erwarb ein Privatmann das Gebäude, im April 1999 wurde es abgebrochen.

## Aktuelle Situation
Die „durchgrünte“ Gartenstadt am Fuß des Festspielhügels gilt heute als Prominentensiedlung und hat den Ruf einer „gewissen Exklusivität“ behalten.